# Myochroidea
Myochroidea is een geslacht van korstmossen dat behoort tot orde Leconarales. De familie is nog niet eenduidig vastgelegd (incertae sedis). De typesoort is Myochroidea rufofusca.

## Soorten
Volgens Index Fungorum bevat het geslacht vier soorten (peildatum oktober 2021):
| Soortnaam                 | Auteur(s)                               | Publicatiejaar |
| ------------------------- | --------------------------------------- | -------------- |
| Myochroidea leprosula     | (Arnold) Printzen, T. Sprib. & Tønsberg | 2008           |
| Myochroidea minutula      | Printzen, T. Sprib. & Tønsberg          | 2008           |
| Myochroidea porphyrospoda | (Anzi) Printzen, T. Sprib. & Tønsberg   | 2008           |
| Myochroidea rufofusca     | (Anzi) Printzen, T. Sprib. & Tønsberg   | 2008           |